# Karl Grobbel
Karl Grobbel (Berlijn, 29 oktober 1896 – aldaar, 3 januari 1971) was een Oost-Duits politicus. 
De rooms-katholieke Karl Grobbel bezocht het gymnasium en was tijdens de Eerste Wereldoorlog (1914-1918) soldaat aan het westfront. In 1917 raakte hij ernstig gewond en viel hij in handen van de Fransen. Tot 1919 verbleef hij in krijgsgevangenschap. Terug in Duitsland studeerde hij economie en rechten te Berlijn en was actief voor de Zentrum-partei (1920-1933). Van 1924 tot 1933 was hij secretaris-generaal van de Zentrum-partei voor Midden- en Oost-Duitsland. 
Na de machtsovername van de nazi's in 1933 werd de Zentrum-partei verboden en in juni 1933 werd Grobbel via het snelrecht veroordeeld tot 3 maanden tuchthuis. Tijdens de Tweede Wereldoorlog was hij militair. Na de oorlog werd hij handelsvertegenwoordiger en werkte hij voor een kerkelijke hulporganisatie. In 1945 was hij medeoprichter van de CDU (DDR) (Christelijk-Democratische Unie van de DDR). Van 1947 tot 1950 was Grobbel id van de Landdag van Brandenburg. 
Van 1948 tot 1953 was Grobbel de derde voorzitter van de Oost-Duitse CDU en voorzitter van haar Politieke Commissie. Van 1948 tot 1950 was hij lid van de Duitse Volksraad (provisioneel parlement) en daarna van de Volkskammer (parlement) van de DDR (Duitse Democratische Republiek). Van oktober 1950 tot juli 1953 was Grobbel minister van Handel en Verzorging van de deelstaat Brandenburg. 
In 1953 werd hij uit al zijn partij- en staatsfuncties gezet wegens "partijschadelijk handelen." Sindsdien was hij journalist voor de christendemocratische krant Neuen Zeit. In 1957 werd hij erelid van de CDU. In 1961 was hij de oprichter, en sindsdien ook hoofdredacteur van het progressieve katholieke maandblad Begegnung ('Ontmoeting'). In 1961 werd Grobbel onderscheiden met de Verdienstenmedaille van de Duitse Democratische Republiek. In 1964 was hij medeoprichter van de Berlijnse Conferentie van Europese Katholieken.
- Gemeinsame Normdatei: 107403625
- International Standard Name Identifier: 0000 0000 0608 6950
- Virtual International Authority File: 66982167
- WorldCat: E39PBJtrXYqq6T6tbgjfCp3PcP